# Kokábel
Kokábel (arámiul: כוכבאל, ógörögül: χωβαβιήλ), más néven Kôkabîêl, Kôkhabîêl, Kakabel, Kochbiel, Kokbiel, Kabaiel, vagy Kochab a „csillagok angyalaként” ismert bukott angyal, aki a 200 bukott angyal 20 vezérének negyedike Énok könyvében. Neve általában „Isten csillagaként” értelmezhető, ami illik hozzá, hisz Kokábel tanította az embereknek az asztrológiai ismereteket.
Raziel angyal könyve szerint Kokábel egy szent angyal; más művekben viszont bukottként van kezelve. Kokábel állítólag 365 000 szellem parancsnoka.

## Fordítás
Ez a szócikk részben vagy egészben  a   Kokabiel című angol Wikipédia-szócikk fordításán alapul.  Az eredeti cikk szerkesztőit annak laptörténete sorolja fel. Ez a jelzés csupán a megfogalmazás eredetét és a szerzői jogokat jelzi, nem szolgál a cikkben szereplő információk forrásmegjelöléseként.